# Wilhelm Wickop
Wilhelm Wickop (Mönchengladbach, 29 oktober 1824 – Bad Honnef, 4 oktober 1908) was een Duits meestermetselaar, architect en vakdocent, die voornamelijk werkzaam was in de regio Aken-Maastricht. Hij werkte vooral in de stijl van het historisme.

## Levensloop
Wilhelm Wickop werd geboren in het dorp Beckrath, tegenwoordig een woonwijk van Mönchengladbach-West, als zoon van Jacob Dietrich Wickop uit Ruhrort en Johanna Wickop-Frenzen uit Krefeld. Op 15-jarige leeftijd verloor hij zijn vader en moest hij stoppen met school. Om toch verder te kunnen leren en tegelijkertijd voor inkomsten voor het kinderrijke gezin te zorgen, begon hij aan een leertijd als metselaar in Keulen.
Nadat hij geslaagd was voor zijn examen als meestermetselaar ging hij aan de slag bij het stadsontwikkelingsbureau van Keulen, terwijl hij zich door zelfstudie wist te ontwikkelen tot architect. Daarnaast volgde hij een aantal jaren stage bij de Keulse dombouwmeester Ernst Friedrich Zwirner en werd hij door het districtsbestuur van Keulen belast met het vastleggen van documentatie over middeleeuwse bouwwerken, met name romaanse kerken. In 1856 vertrok Wickop eerst naar Krefeld en een paar maanden later naar Berlijn, waar hij een opleiding tot teken- en ambachtsleraar volgde. Vanaf 1858 voltooide hij zijn praktijkjaar aan de provinciale ambachtsschool in Aken en op 18 maart 1862 behaalde hij in Berlijn zijn diploma voor ambachtsschoolleraar. In hetzelfde jaar werd Wickop aangenomen als fulltime leraar aan de provinciale ambachtsschool in Aken. Later werd hij bevorderd tot hoofddocent. Toen hij in 1894 met pensioen ging mocht hij de titel "professor" voeren. Zijn laatste jaren bracht hij door in Rhöndorf am Rhein, een dorp in de gemeente Bad Honnef, aan de voet van het Zevengebergte, waar hij in 1908 op 83-jarige leeftijd overleed.
Wilhelm Wickop was sinds 1856 getrouwd met Henriette Elise Schifflin, geboren in 1833 te Krefeld. Samen met haar kreeg hij meerdere kinderen, onder wie Georg Wickop, die op zijn beurt de vader was van Walther Wickop. Beiden waren succesvolle architecten en universitair docenten.

## Loopbaan
Een van de eerste bouwprojecten van Wickop was de villa Klein Vaeshartelt, destijds gelegen in de Nederlandse gemeente Meerssen, tegenwoordig in Maastricht. Deze werd in 1857 gebouwd in opdracht van de papierfabrikant Schrammen, waarschijnlijk naar een ontwerp van Wickop. In 1861 kocht de Maastrichtse ondernemer Petrus Laurentius Regout het pand en liet het door Wickop verbouwen in een uitbundige, decoratieve stijl, als onderdeel van zijn in "parvenustijl" aangelegde lusthof Vaeshartelt. Mogelijk verbouwde Wickop in diezelfde periode – en in dezelfde stijl – het kasteel Vaeshartelt. Vrijwel zeker is zijn betrokkenheid bij de totstandkoming van het maison de plaisance annex hotel La Petite Suisse, eveneens in opdracht van Petrus Regout. Na de dood van Regout in 1878 werden de genoemde huizen door zijn erfgenamen "versoberd", waarbij alleen in het geval van La Petite Suisse, later Villa Kanjel genoemd, vaststaat dat de verbouwing plaatsvond onder leiding van Wickop. Ook in het centrum van Maastricht bouwde Wickop enkele woonhuizen voor de Regouts, daarnaast een woongebouw voor arbeidersgezinnen (Cité Ouvrière, 1863) en mogelijk enkele andere panden.
Wickops eerste grote opdracht in Aken was de bouw van de Alte Synagoge in neomoorse stijl in 1862. Twee jaar later bouwde hij een nieuwe concertzaal in dezelfde stijl in de tuin van het monumentale Altes Kurhaus, in 1782 ontworpen door Jakob Couven. De zaal was vermaard vanwege de uitstekende akoestiek. Beide bouwwerken bestaan niet meer. De synagoge werd tijdens de Kristallnacht in brand gestoken en daarna op kosten van de joodse gemeenschap afgebroken. De concertzaal raakte in 1943 bij een bombardement en de daarop volgende brand zwaar beschadigd. De restanten werden begin jaren 1960 gesloopt voor de aanleg van een nieuwe straat.
In Aken en Keulen kreeg Wickop verschillende opdrachten voor de bouw van school- en fabrieksgebouwen, waaronder enkele gasfabrieken. Ook ontwierp hij meerdere villa's voor ondernemers in Aken en omgeving, onder andere voor de familie Von Nellessen en Ney in Aken, Von Scheibler in Astenet en Hoesch in Düren.
Daarnaast nam hij deel aan verschillende architectuurwedstrijden en won onder meer de eerste prijs voor zijn niet-uitgevoerde ontwerp voor de Grote Synagoge van Brussel en in 1868 een prijs voor zijn ontwerp voor de nieuwe Dom van Berlijn.
Wilhelm Wickop maakte ook talrijke ontwerpen voor goud- en zilversmeedwerk, meestal voor religieuze doeleinden. Verder fotografeerde hij onder andere de kerkschat van de Dom van Aken ten behoeve van diverse publicaties dienaangaande van dr. Franz Bock.

## Bouwwerken (selectie)
- 1857/1861: Villa Klein Vaeshartelt, Weert 18, Maastricht-Meerssenhoven (eind 19e eeuw sterk versoberd)[2]
- 1860/1880: La Petit Suisse/Villa Kanjel, Meerssenerweg 1, Maastricht-Nazareth[3]

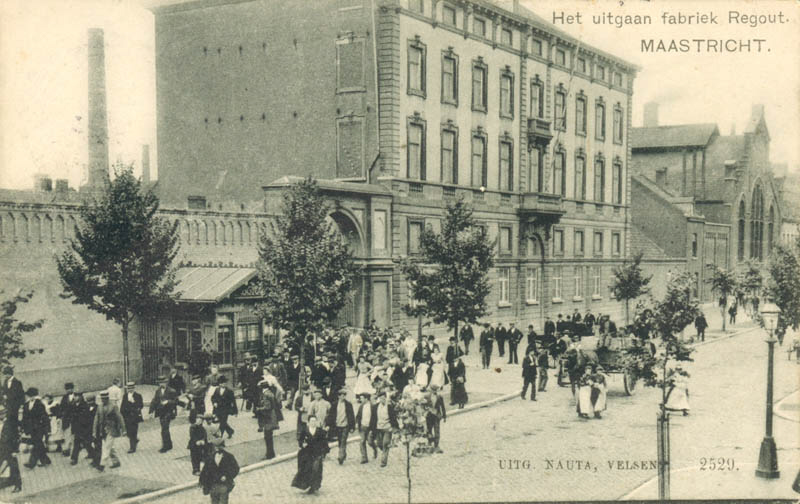
Hooghuis en fabriekspoort van de glas- en aardewerkfabriek "De Sphinx" in Maastricht, hier in 1910, toegeschreven aan Wickop

- 1860-1862: Grote Synagoge van Aken (door anderen vergroot; in 1938 verwoest)
- 1863-1864: verbouwing en uitbreiding Altes Kurhaus met o.a. concertzaal (Großer Kursaal), Aken
- 1863-1864: Cité Ouvrière, Sint-Antoniusstraat, Maastricht-Boschstraatkwartier (in 1938 gesloopt)
- 1885-1889: Sint-Kastorkerk, Alsdorf (met Eduard Linse; in 1962 gesloopt)
- jaartal onbekend: Landhuis Eberburg, Eberburgweg 4, Aken[1]

Niet uitgevoerde ontwerpen:
- 1868: Dom van Berlijn
- ca. 1870?: Grote Synagoge van Brussel

Onzeker:
- 1857: verbouwing Refugie van Hocht, Boschstraat 69-73, Maastricht
- 1863: woonhuis Boschstraat 45, Maastricht[4]
- 1865: "Hooghuis" en fabriekspoort Petrus Regout & Co., Boschstraat, Maastricht (Hooghuis omstreeks 1928 gesloopt)
- 1869: Grafkelder van de familie Regout, Meerssen

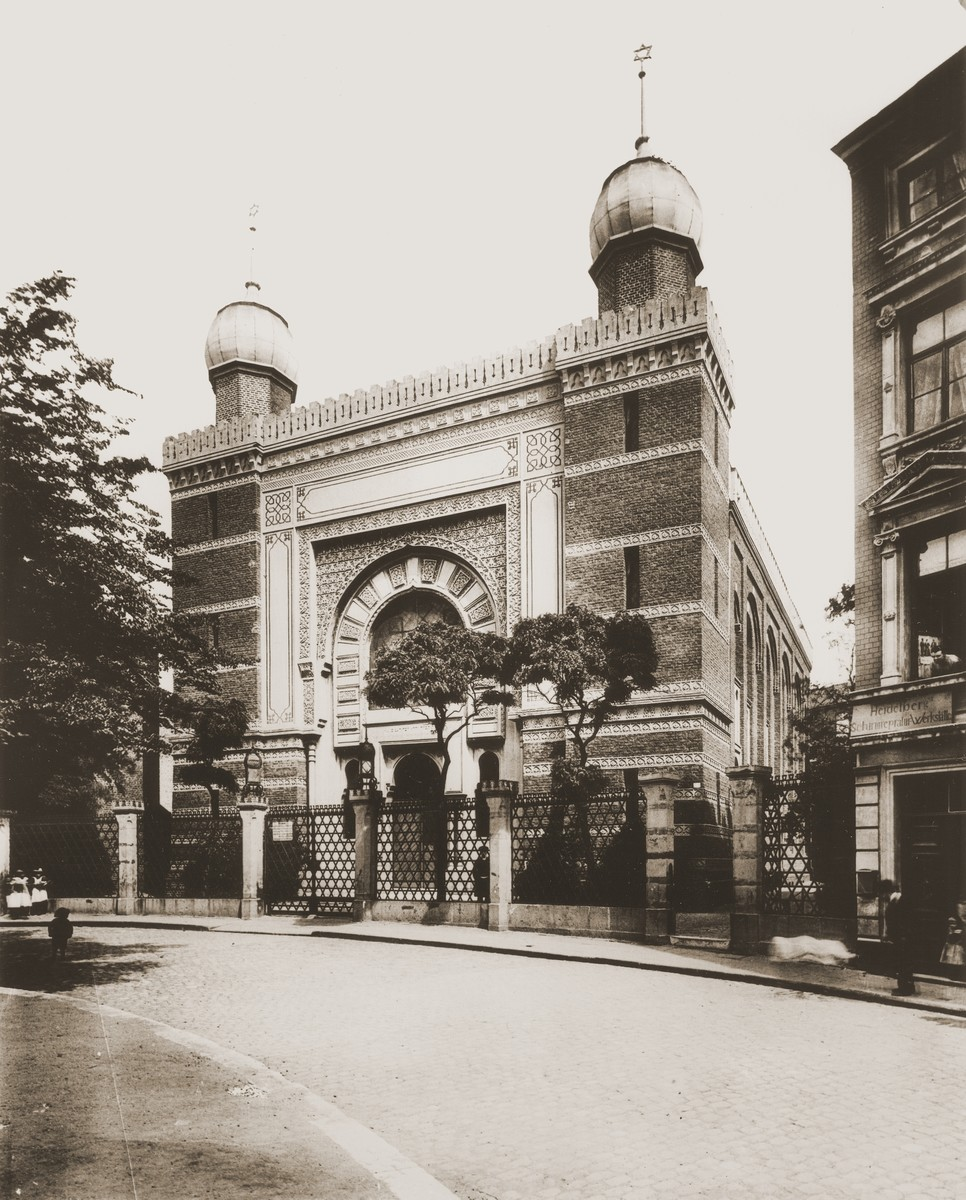
Alte Synagoge, Aken
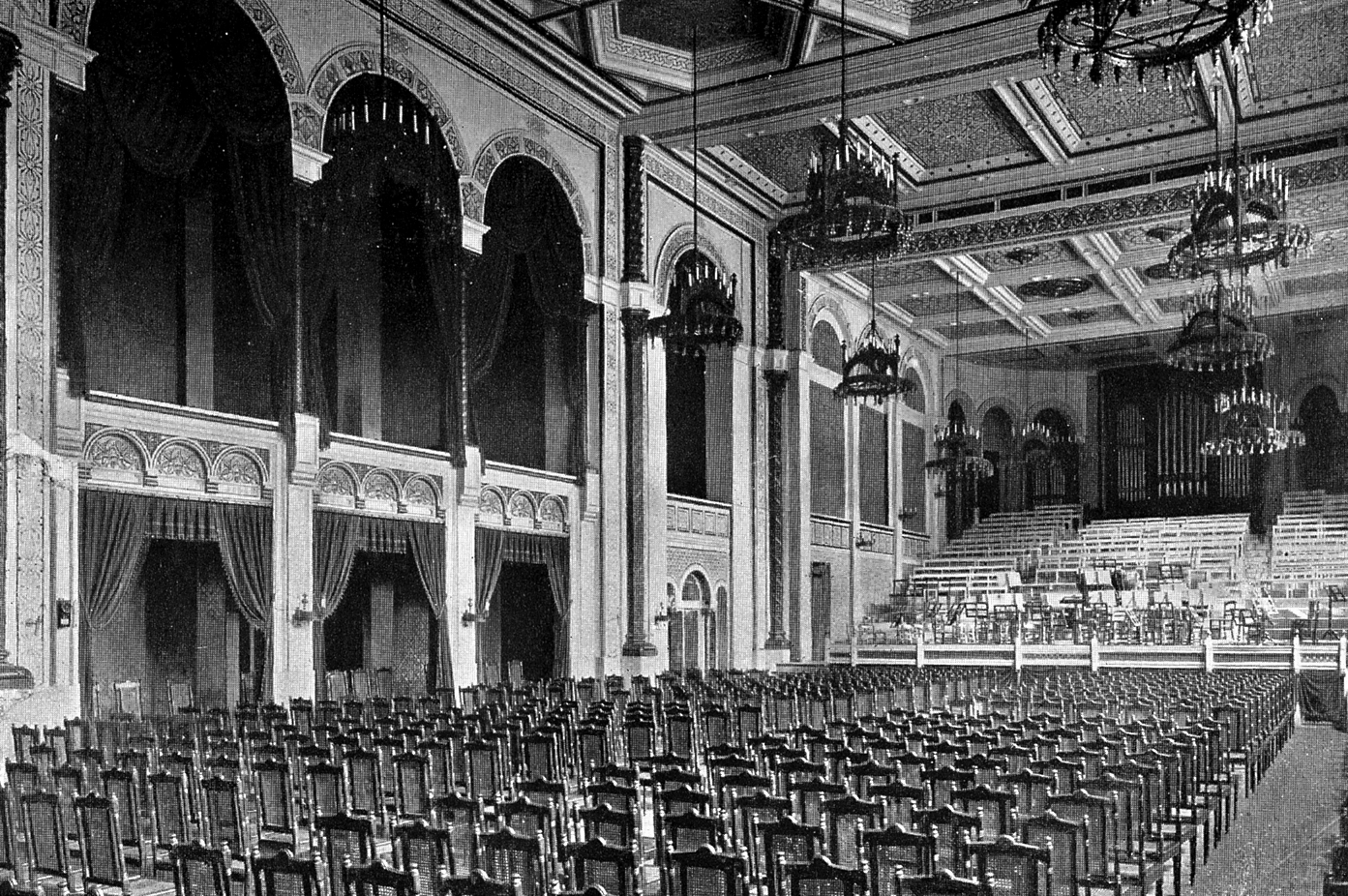
Großer Kursaal, Aken
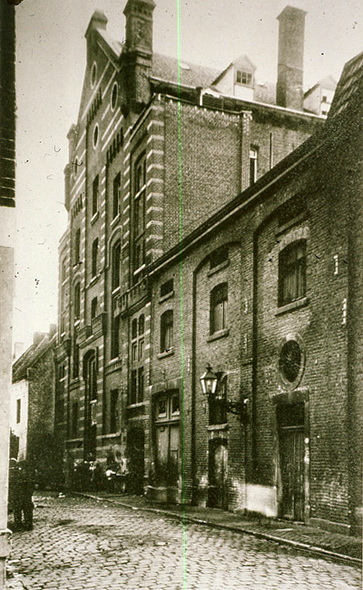
Cité Ouvrière, Maastricht
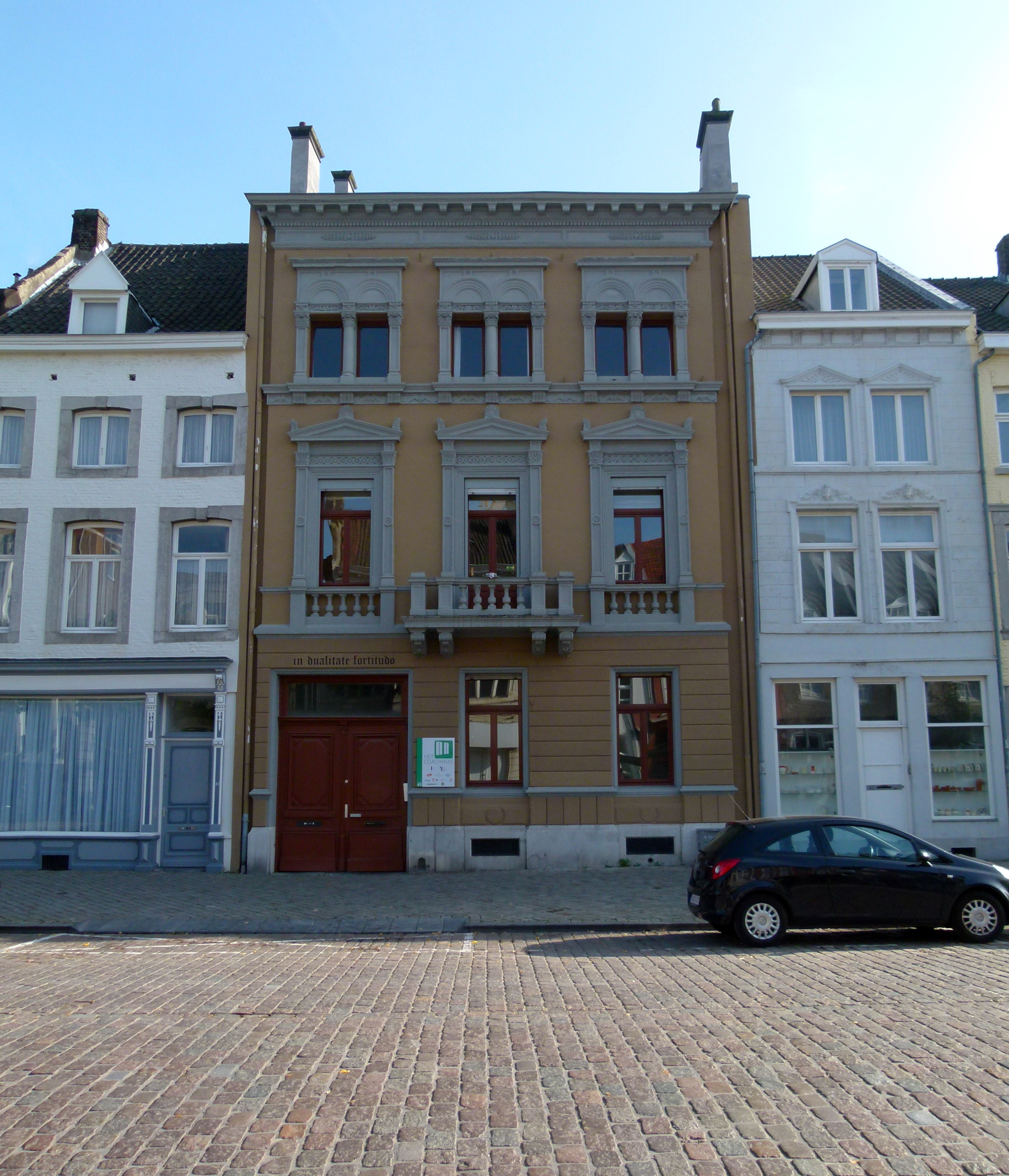
Boschstraat 45, Maastricht
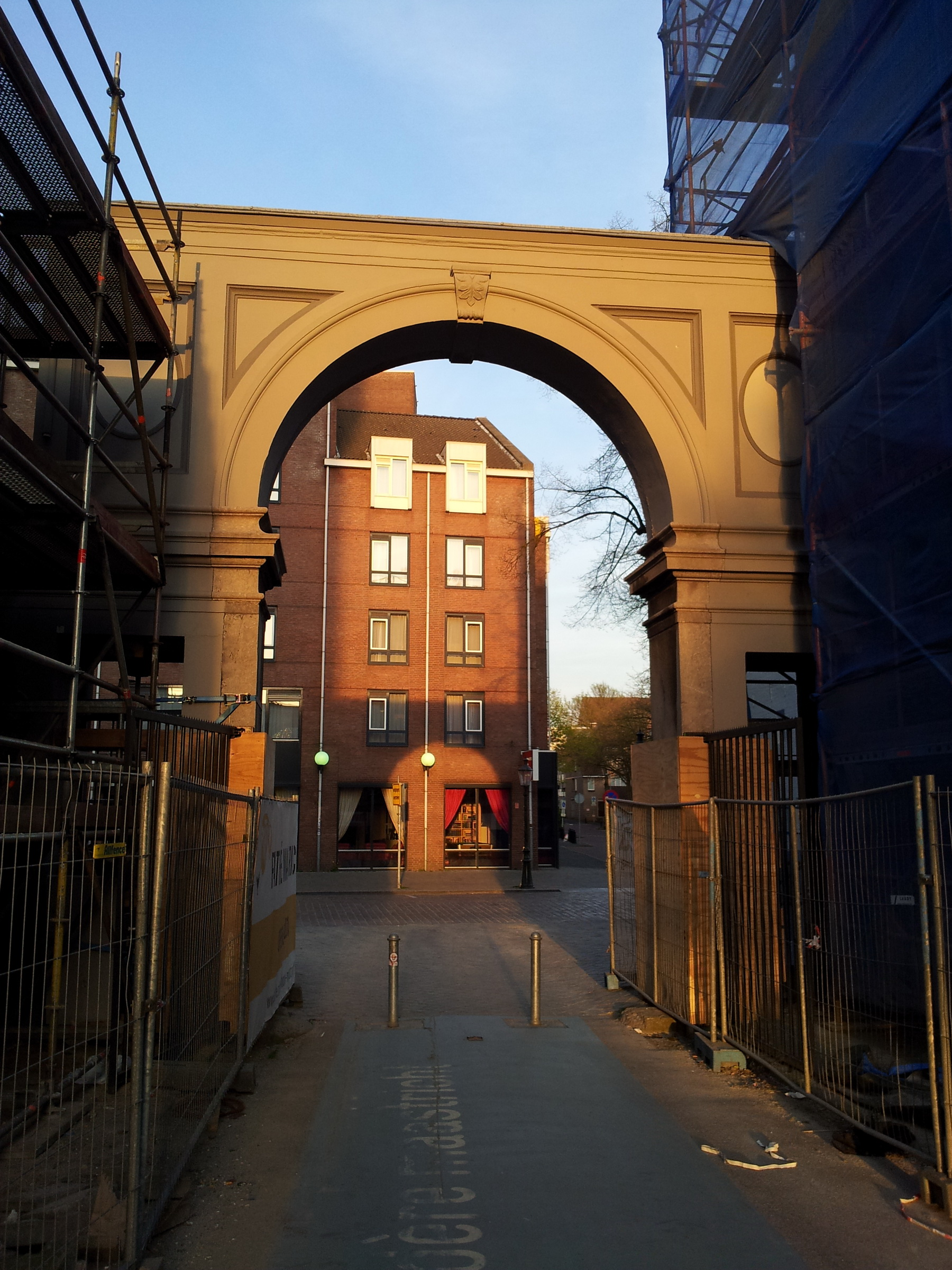
Fabriekspoort, Maastricht
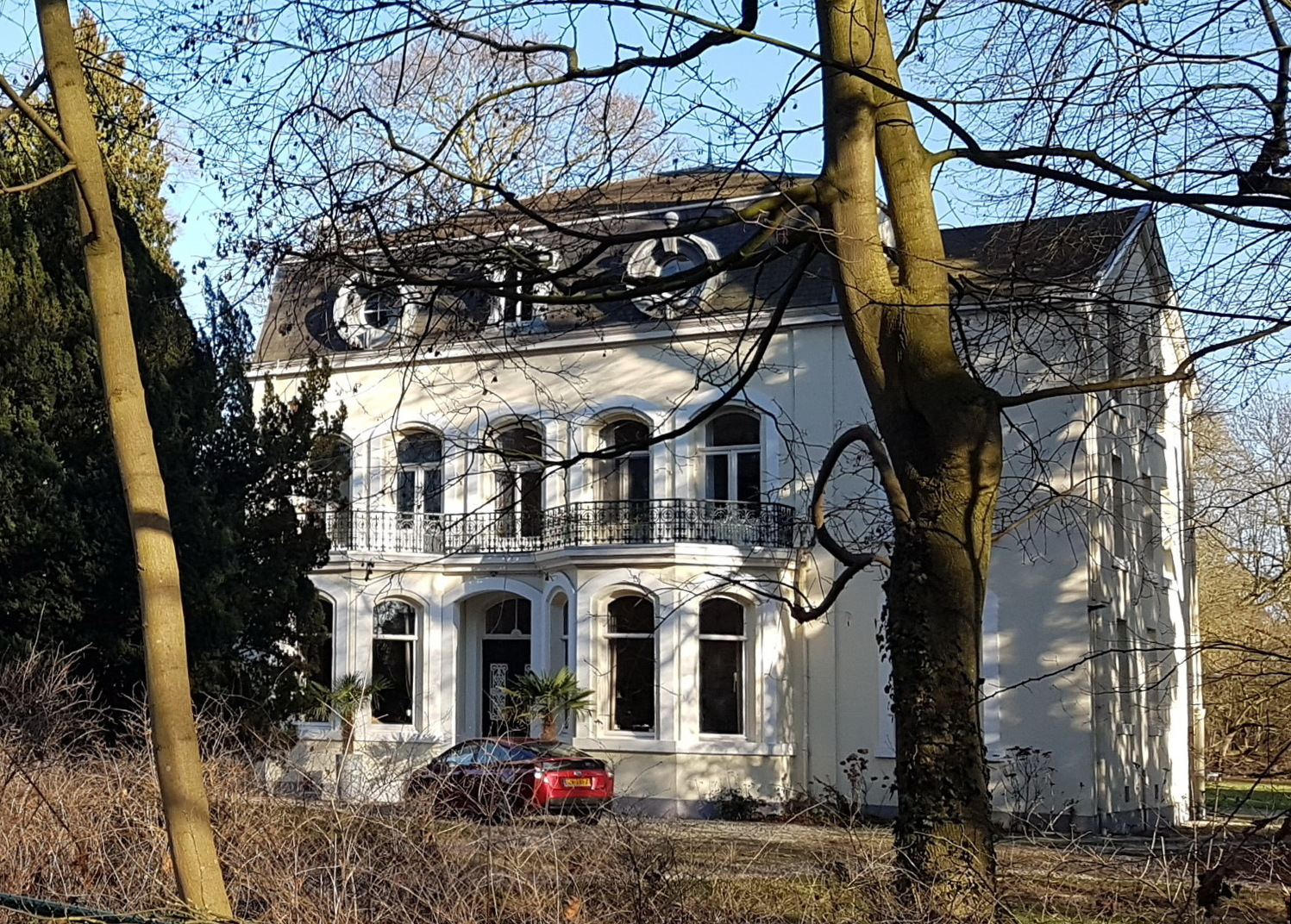
Klein Vaeshartelt, Maastricht
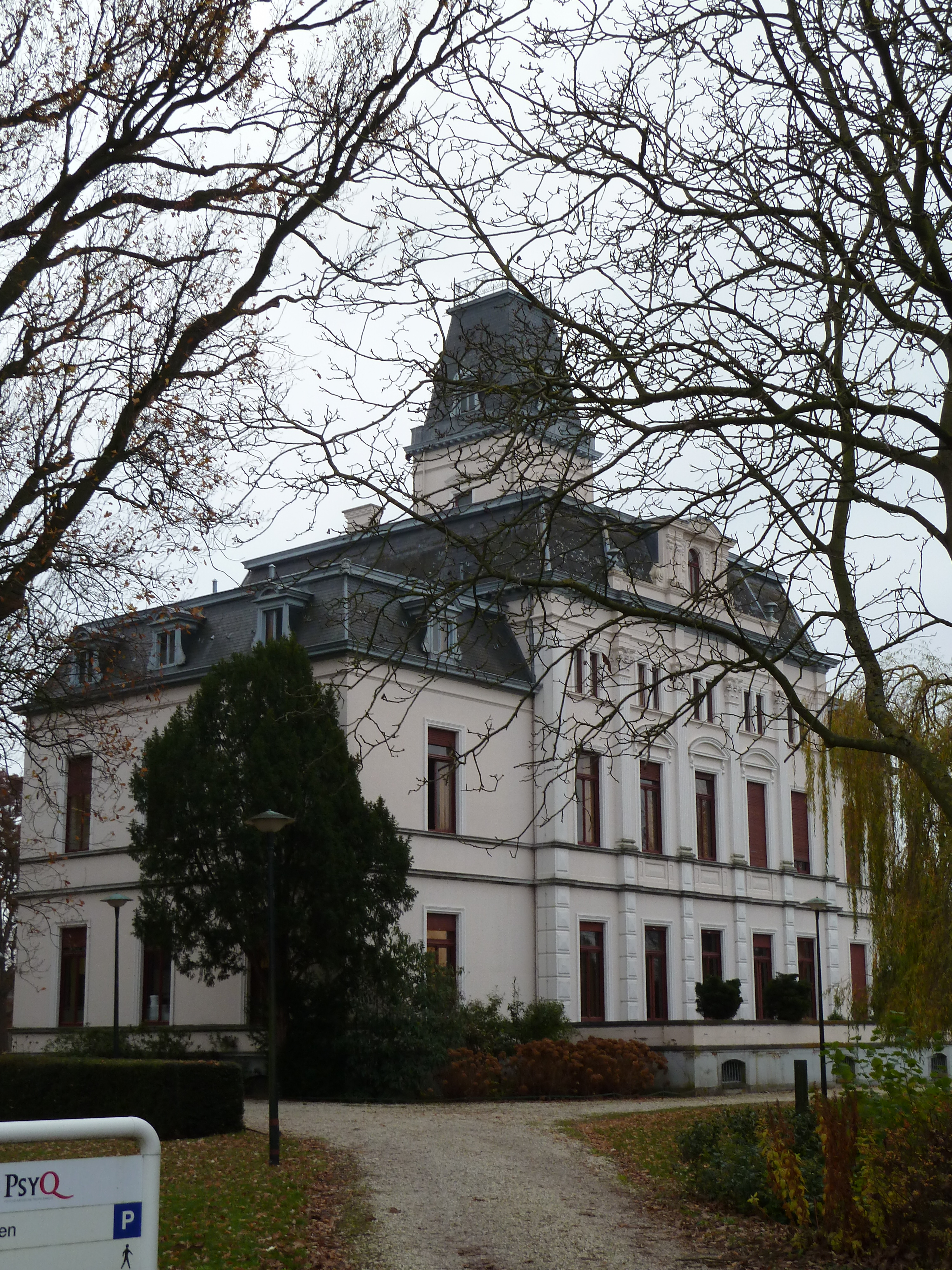
Villa Kanjel, Maastricht
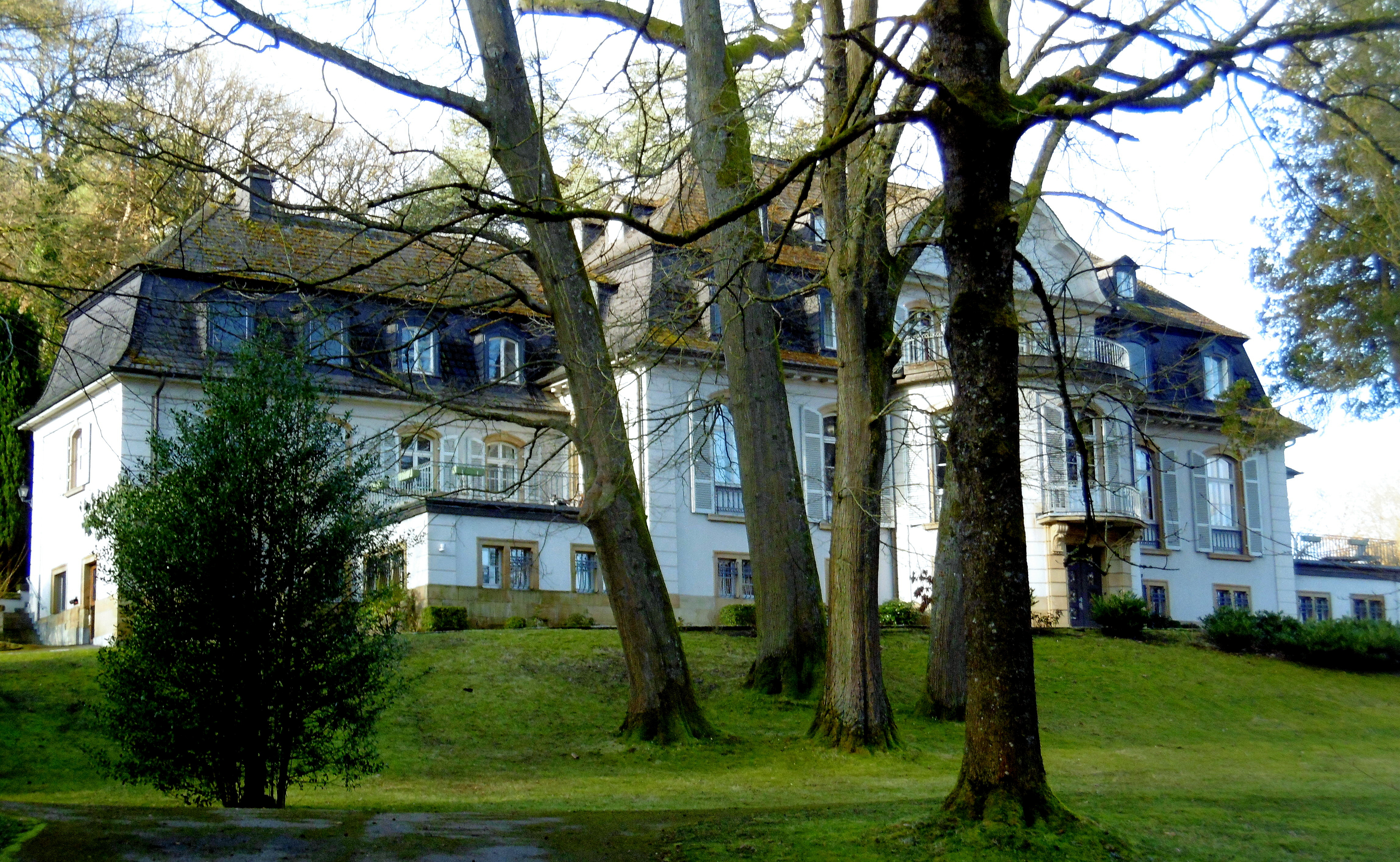
Landhuis Eberburg, Aken

- Gemeinsame Normdatei: 1233359215
- Virtual International Authority File: 6063162118011302320003